# Рёттельны
Рёттельны (нем. Herren von Rötteln) — немецкий дворянский род из региона города Базель, и существование которого документально подтверждено в период с 1102/3 по 1316 гг.
Рёттельны, фамильный замок которых находится рядом с городом Лёррах, имели обширные владения в южном Брайсгау, и прежде всего — в долине реки Визе, где один из членов рода даровал городские права Шопфхайму.
В середине XIII в. Рёттельны находились в зените своего могущества: Вальтер фон Рёттельн (до 1180—1231/32) и Лютхольд I фон Рёттельн (†1249) были базельскими епископами, Лютхольд II (1227/28-1316) — как пробст и выборщик имел все шансы повторить их успех. С другой стороны, с Лютхольдом II род Рёттельнов пресёкся в мужском колене в 1316 г., а все их владения были унаследованы маркграфами Хахберг-Заузенбергскими.

## Происхождение
Происхождение Рёттельнов, называемых в источниках «господари» (domini), либо «благородные мужи» (nobiles viri) достоверно неизвестно, но очевидно, что они назвали себя по деревне Рёттельн, церковь которой была впервые письменно упомянута уже в 751 г., и тем самым задолго до появления на исторической сцене рода фон Рёттельн; владельцем Рёттельна названо аббатство Санкт-Галлен. При этом само название населённого пункта (нем. Rötteln) произведено от Raudinleim, что означает «красный суглинок».
То, каким образом Рёттельны приобрели владения на Рейне, остаётся, во многом, спорным вопросом. С одной стороны, не исключено, что Рёттельны пришли в южную часть Брайсгау вместе с Церингенами из центральной Швабии, и ведут свою родословную от одного из родов, получивших лен в районе Вайльхайма. С другой стороны, Рёттельны могли быть изначально местными майерами, достигшими рыцарского звания. Первое известное имя представителя рода, Дитрих, может также указывать на родство с графами фон Бюргельн (Нелленбурги) и тем самым на Тургау, как возможную родину Рёттельнов.

## История
Род Рёттельнов впервые письменно упоминается в 1102/03 г., когда базельский епископ Буркхард фон Фенис (Burkhard von Fenis , ок. 1040—1107) назначил некоего Т. фон Рёттельна фогтом над правобережными рейнскими владениями базельского монастыря св. Альбана. При этом имя «Т.» однозначно идентифицируется как Дитрих (Dietrich = Theodericum). К находившейся под управлением Дитриха собственностью относились также церкви в Лёррахе, Хайюнгене (сегодня — один из районов Лёрраха) и в Кандерне, а также поместья в Райнвайлере (один из районов Бад-Беллингена) и в Амбрингене (один из районов Эренкирхена).
Из документов первой половины XII в. известны несколько представителей рода Рёттельн с именем Дитрих, что делает составление точной генеалогии затруднительной задачей. Предпринятая Отто Роллером реконструкция различает между «Дитрихом I» (имя встречается до 1123 г.) и «Дитрихом II» (упоминается между 1135 и 1147 гг.); после 1147 г. о Рёттельнах нет никаких сведений на протяжении почти 30 лет, и в 1175 г. в записях снова появляется некий «Дитрих фон Рёттельн» (Дитрих III). Одно из объяснений может состоять в том, что названный в последний раз в 1147 г. Дитрих II мог погибнуть в молодом возрасте (вероятно во Втором крестовом походе), и его вдова вышла затем замуж во второй раз за неизвестного члена рыцарского рода фон Тегерфельден, с которыми Рёттельны были тесно связаны. Эта версия позволяет во всяком случае понять, почему упоминаемый в 1175 г. Дитрих (III) называл своим братом Конрада II фон Тегерфельдена, бывшего с 1209 по 1233 гг. констанцским епископом; также годы спустя, в 1204 г. Конрад Тегернфельденский заказал поминальную службу в том числе для своего брата Дитриха фон Рёттельна. После 1187 г. сведения о Дитрихе III обрываются, и возможно предположить, что его дети (Вальтер, Лютхольд, Конрад и Дитрих (IV)), при которых род Рёттельн достиг своей наибольшей известности, были взяты на воспитание его братом, тогда — одним из членов домского капитула в Констанце.

### Епископы Вальтер фон Рёттельн и Лютхольд I фон Рёттельн
Оба, вероятно, старших сына Дитриха III посвятили себя духовной карьере. Так, Вальтер фон Рёттельн стал в 1209 г. членом констанцского домского капитула, и в 1211 г. при поддержке своего дяди, ставшего к тому времени епископом, принял должность домского пробста. В 1213 г. Вальтер фон Рёттельн был выбран епископом в Базеле, и впоследствии многократно упоминается в документах из окружения императора Фридриха II. Вскорости он был, однако, обвинён в растрате церковной собственности, и в 1215 г. отстранён от должности. Вернувшись в Констанц, Вальтер фон Рёттельн последовательно занимал посты констанцского архипресвитера, бургундского архидьякона (то есть он фактически управлял одной из провинций епархии) и, наконец, архисхоласта в Констанце.

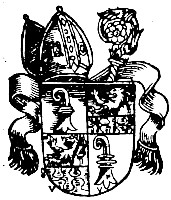
Епископский герб Лютхольда I фон Рёттельна (Изображение 1765 г.)

Самое позднее, с 1215 г. членом домского капитула в Констанце был и брат Вальтера Лютхольд, вместе с которым они часто выступали свидетелями в документах епископства, вплоть до смерти Вальтера фон Рёттельна в 1231 или 1232 г. Лютхольд также добился высоких должностей, и занимал посты архидьякона Брайсгау и Бургундии, в 1238 г. был избран базельским епископом, и известен как Лютхольд II. В споре о примате императорской и папской властей Лютхольд проявил себя твёрдым сторонником папы римского, и тем самым вступил в конфликт с поддерживавшим Фридриха II городским советом Базеля, что, в итоге, стоило ему титула епископа: в 1247 г. восставшие горожане изгнали его из Базеля, а епископская резиденция была разрушена. В 1248 г. Лютхольд сложил с себя епископскую митру, и в следующем году скончался.

### Конрад фон Рёттельн и Дитрих IV фон Рёттельн-Ротенберг

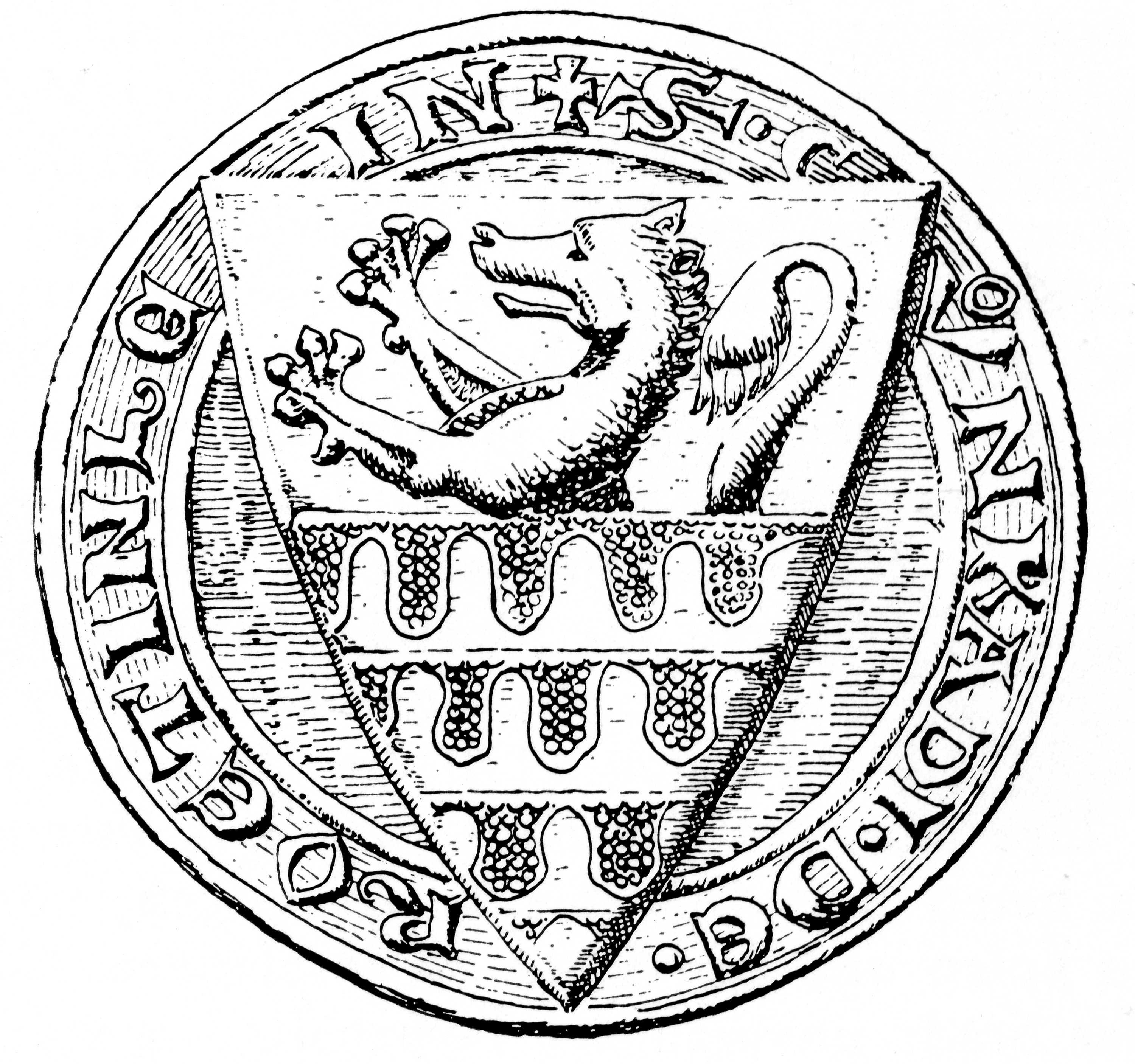
Печать Конрада фон Рёттельна

Младшие братья Конрад и Дитрих (IV) управляли светскими владениями Рёттельнов, и в течение времени разделили имущество: Конраду достался родовой замок Рёттельн, а Дитрих перебрался в замок Ротенбург (район Вислет общины Кляйнес Визенталь, к северу от Лёрраха), основав побочную линию Ротенбергов. Об их дальнейшей судьбе известно мало: Дитрих умер до 1248 г., и Конрад фон Рёттельн, женатый на одной из дочерей графа Ульриха фон Нойенбург, перенял опекунство над детьми Дитриха (IV): Дитрихом (V), Конрадом и Вальтером.

### Отто фон Рёттельн
У Конрада фон Рёттельн также было трое сыновей: Вальтер (II), Отто и Лютхольд; последний из них начал духовную карьеру, а Вальтер и Отто совместно управляли имуществом вплоть до ранней смерти Вальтера фон Рёттельна, не оставившего наследников. Отто фон Рёттельн, активно участвуя в ряде региональных конфликтов, сблизился с Габсбургами, и получил от короля Альбрехта среди прочего должности бургграфа Райнфельденского и имперского фогта в Базеле.
В то же самое время отношения Рёттельнов и Ротенбергов переживали не лучшие времена: в 1278 г. бездетный Дитрих V фон Рёттельн-Ротенберг завещал свои владения монастырю св. Власия с условием их дальнейшего распределения между сообществом пяти семейств, среди которых не были упомянуты Рёттельны. Кроме того, Дитрих договорился с домским капитулом о возвращении пожалованных ему земель в собственность капитула, если он умрёт без мужских наследников. В Кольмарской хронике за 1279 г. есть запись о конфликте между базельским епископом и Отто фон Рёттельном, предметом которой, скорее всего, было именно наследство Ротенбергов. По всей видимости, Отто фон Рёттельн в конечном счёте смог получить контроль над ротенбергскими владениями.
Интересно, что уже вскорости Рёттельны столкнулись с финансовыми проблемами, и были вынуждены в 1289 г. продать и заложить часть своего имущества. Причиной тому послужили, амбиции брата Отто Лютхольда II, стремившегося занять епископскую кафедру в Базеле, что — для поддержания статусного образа жизни — требовало значительных расходов, и как раз в 1289 г. ставшего домским пробстом.
Отто фон Рёттельн, скончавшийся около 1305 г., был женат на Риченце, о происхождении которой мало что известно, и оставил сына Вальтера и дочерей Агнес и Бенедикту, одна из которых состояла в браке с маркграфом Рудольфом I фон Хахберг-Заузенбергом.

### Лютхольд II фон Рёттельн
Брат Отто фон Рёттельна Лютхольд II фон Рёттельн, начавший церковную карьеру, был членом домского капитула и священником в 11 церквях владения Рёттельн, в 1289 г. стал домским пробстом, и в 1296 г., одновременно с Бертольдом Рюти, был избран епископом Базеля. В последовавшем споре оба кандидата апеллировали к папе Бонифацию VIII, который заставил их отказаться от своих претензий, и поставил епископом Петера фон Аспельта (Peter von Aspelt, ок. 1245—1320).
В 1309 г., после смерти следующего епископа Отто фон Грандсона (Otto von Grandson, †1309), 82-летний Лютхольд II фон Рёттельн был вновь избран домским капитулом в качестве епископа, и снова его кандидатура была отклонена папой Климентом V, уже назначившего Герхарда фон Виппингена (Gerhard von Wippingen, 1262/1267-1325), что вылилось в многолетнее противостояние города и домского капитула с папским престолом, перенесённым к тому времени в Авиньон. Герхард фон Виппинген, в конце концов, смог утвердиться в Базеле, и даже примириться с ранее отлучённым от Церкви Лютхольдом: в 1313 г. они оба заверяли документы епископства, причём Лютхольд назван домским пробстом и «достойным уважения мужем».
В то же самое время, Лютхольд II был вынужден заниматься вопросами рёттельнского наследства, так как в конце 1311 — начале 1312 гг. умер его племянник Вальтер III, сын Отто фон Рёттельна, и тем самым — последний светский правитель Рёттельнского дома. Таким образом, управление семейными делами перешло к Лютхольду II и к мужу его племянницы, маркграфу Рудольфу I Хахберг-Заузенбергскому. При этом в 1311 г. ряд проблем, связанных с частично неурегулированным спором о ротенбергском наследстве, был улажен выплатой 600 марок серебром. Со смертью Рудольфа Заузенбергского в 1313 г., оставившего трёх несовершеннолетних детей, Лютхольд вновь стал единоличным владельцем Рёттельна. В декабре 1315 г. Лютхольд II составил завещание, согласно которому все рёттельнские владения переходили сыну Рудольфа Генриху (†1318). Со смертью Лютхольда 19 мая 1316 г. род фон Рёттельн прервался в мужском колене.
Для маркграфов Хахберг-Заузенбергских, владения которых были частью разделённого в 1306 г. Баден-Хахберга, рёттельнское наследство означало значительное увеличение влияния: их территории увеличивались тем самым минимум на треть.